# Nothopsyche rhombifera
Nothopsyche rhombifera är en nattsländeart som beskrevs av Martynov 1931. Nothopsyche rhombifera ingår i släktet Nothopsyche och familjen husmasknattsländor. Inga underarter finns listade i Catalogue of Life.